# Athanasie d'Égine
Pour les articles homonymes, voir Athanasie.
Sainte Athanasie d’Égine (grec moderne : Οσία Αθανασία εξ Αιγίνης η Θαυματουργός), née en 790 à Égine et morte le 14 août 860 à Timia, Grèce,  est une sainte qui vit dans l'empire byzantin. Elle est conseillère de l'impératrice Théodora II . 

## Biographie
La vie de sainte Athanasie a été décrite dans une biographie qui se trouve dans le manuscrit Vaticanus Græcus 1660, et qui date de 916 de notre ère. Son auteur est inconnu. 
Sainte Athanasie est la fille des nobles chrétiens Niketas et Irène. Jeune fille, en tissant sur un métier à tisser, elle fait une expérience mystique. Elle souhaite dès lors mener une vie spirituelle. Mais à 16 ans, sous l'impulsion de ses parents, elle se conforme à l'édit impérial qui oblige toutes les femmes célibataires en âge de se marier à épouser un soldat. Elle épouse un jeune officier. Seize jours après son mariage, son mari est tué dans une bataille contre les Arabes. Elle se remarie à un homme profondément religieux qui la quitte avec sa bénédiction pour devenir moine. 
Sainte Athanasie donne la majeure partie de ses biens, convertit sa maison en couvent et commence à construire des églises. Elle devient abbesse. Elle est connue pour la guérison miraculeuse des malades et des personnes considérées comme possédées. Sa communauté déménage à Timia près de l'ancienne église d'Étienne le Protomartyr. Les foules affluent pour la voir. Alors que sa renommée grandit, elle part à Constantinople à la recherche de solitude. Elle y vit pendant sept ans dans une cellule. Tout en étant ainsi retirée du monde, elle conseille l'impératrice Théodora II pendant sept ans. Puis elle retourne à Égine. Trois jours plus tard, c'est à Timia qu'elle décède de mort naturelle, le 14 août 860. 
Ses reliques sont conservées à Timia dans un reliquaire spécialement conçu pour les recevoir. Elles sont vénérées pour leurs pouvoirs de guérison.

## Postérité
Athanasie d’Égine est citée dans l’œuvre The Dinner Party de Judy Chicago, achevée en 1979.  